# Sophie Hedevig Friis
Sophie Hedevig komtesse Friis, gift Juul (født 20. januar 1717 i København, død 4. juni 1777 på Ravnholt) var en dansk adelsdame.
Hun var datter af Christian greve Friis og ægtede 1736 officeren Ove Juul. Hun blev Dame de l'union parfaite 1753.
Hun fik 1756 af sin moster, gehejmerådinde Charlotte Amalie Sehestedt, født Gersdorff, testamenteret stamhuset Raunholt med Hellerup og Nislevgård, og i taknemmelig erindring heraf fører den fra Ove Juul stammende yngre linje af Lilje-Juulerne endnu navnet Sehestedt Juul.